# Margarito Machacuay
Margarito Machacuay Valera (Bagua Grande, 27 de octubre de 1963-Lima, 21 de abril de 2020) fue un funcionario público y actor cómico peruano.
Tenía una altura de 2,26 m (7′ 5″), era conocido como el Gigante de Bagua. Y fue reconocido por ser el hombre más alto del Perú.

## Biografía
Nació en Bagua Grande, Amazonas, al norte del Perú, sufría gigantismo. El 20 de diciembre de 2007 nació su hijo Margarito Segundo, después de cuatro embarazos fallidos de su esposa Olga Ramos. En 2018 fue diagnosticado con artrosis, la ONG Canadá Planet Global le donó una silla de rueda eléctrica para que pueda desplazarse con normalidad.
Durante su retiro trabajó en la municipalidad de la provincia de Utcubamba. El 14 de octubre de 2019 se informó que Margarito cuando salía a trabajar en su centro de labores sufrió una caída que le provocó una fractura en el fémur por lo cual fue trasladado a Chiclayo y posteriormente a Lima, el 21 de abril de 2019 ya en el Hospital Nacional Guillermo Almenara Irigoyen fue operado con éxito.
En enero de 2020 volvió a sufrir una caída fracturándose la cadera y volvió a recuperarse luego de su operación, aunque permaneció en el centro médico. El 2 de febrero de 2020 fue internado en la UCI del Hospital Guillermo Almenara tras sufrir un paro respiratorio. En la madrugada del 21 de abril de 2020 se reportó su fallecimiento, luego de estar seis meses internado. Según el reporte oficial falleció de «insuficiencia respiratoria aguda provocada por una Trombosis Pulmonar», y no de COVID-19 como se pensó en un principio por la pandemia de 2020. Ese mismo día su esposa Olga Ramos pidió ayuda para poder trasladar el cuerpo a su ciudad de origen debido a la cuarentena nacional; algunas autoridades emitieron su pésame vía redes sociales. Al no poder ser transportado, sus restos fueron cremados para ser llevados a Bagua Grande con mayor facilidad.

## Popularidad
Gozó de popularidad en la década de 1990 al descubrirse que era la persona más alta del Perú. Su primera aparición fue en un programa de Augusto Ferrando, cuando comenzó su carrera como comediante, también colaboró con circos nacionales e internacionales, igualmente trabajó con otros actores cómicos como Carlos Vílchez y Jorge Benavides.
En 2018 Francisco Alfonso, uno de los hombres más altos de Venezuela de 2.25 m, emigró a Perú por la crisis interna, en territorio peruano fue denominado como el "Margarito venezolano", Alfonso a diferencia de Machacuay no sufría gigantismo, aunque el venezolano no llegó a superarlo por 1 centímetro. Ambos personajes llegaron a encontrarse ese mismo mes.

## Ámbito cultural
Según la lingüista Martha Hildebrandt, el término "margarito" es común en la sociedad peruana para referirse a las botellas de cerveza de un litro o más.